# 帕里斯 (紐約州)
帕里斯（英語：Paris）是一個位於美國紐約州奧奈達縣的鎮。

## 人口
根據2020年美國人口普查的數據，帕里斯的面積為81.56平方千米，當中陸地面積為81.52平方千米，而水域面積為0.04平方千米。當地共有人口4332人，而人口密度為每平方千米53人。